# Tội ác chống lại loài người
Tội ác chống lại loài người là một số hành vi được thực hiện có chủ đích như một phần của chính sách rộng rãi hoặc có hệ thống nhằm chống lại con người, trong thời chiến hoặc hòa bình. Chúng khác với tội ác chiến tranh vì chúng không phải là những hành vi bị cô lập bởi từng binh sĩ mà là những hành vi được thực hiện nhằm thực hiện chính sách của nhà nước hoặc tổ chức. Vụ truy tố đầu tiên về tội ác chống lại loài người diễn ra tại các phiên tòa ở Nuremberg. Ban đầu được xem xét để sử dụng hợp pháp, rộng rãi trong Luật quốc tế, sau Holocaust , một tiêu chuẩn toàn cầu về quyền con người đã được nêu rõ trong Tuyên ngôn thế giới về quyền con người (Năm 1948). Các nhóm hoặc quốc gia chính trị vi phạm hoặc xúi giục vi phạm các chuẩn mực nhân quyền, như được nêu trong Tuyên bố, là một biểu hiện của bệnh lý chính trị liên quan đến tội ác chống lại loài người.

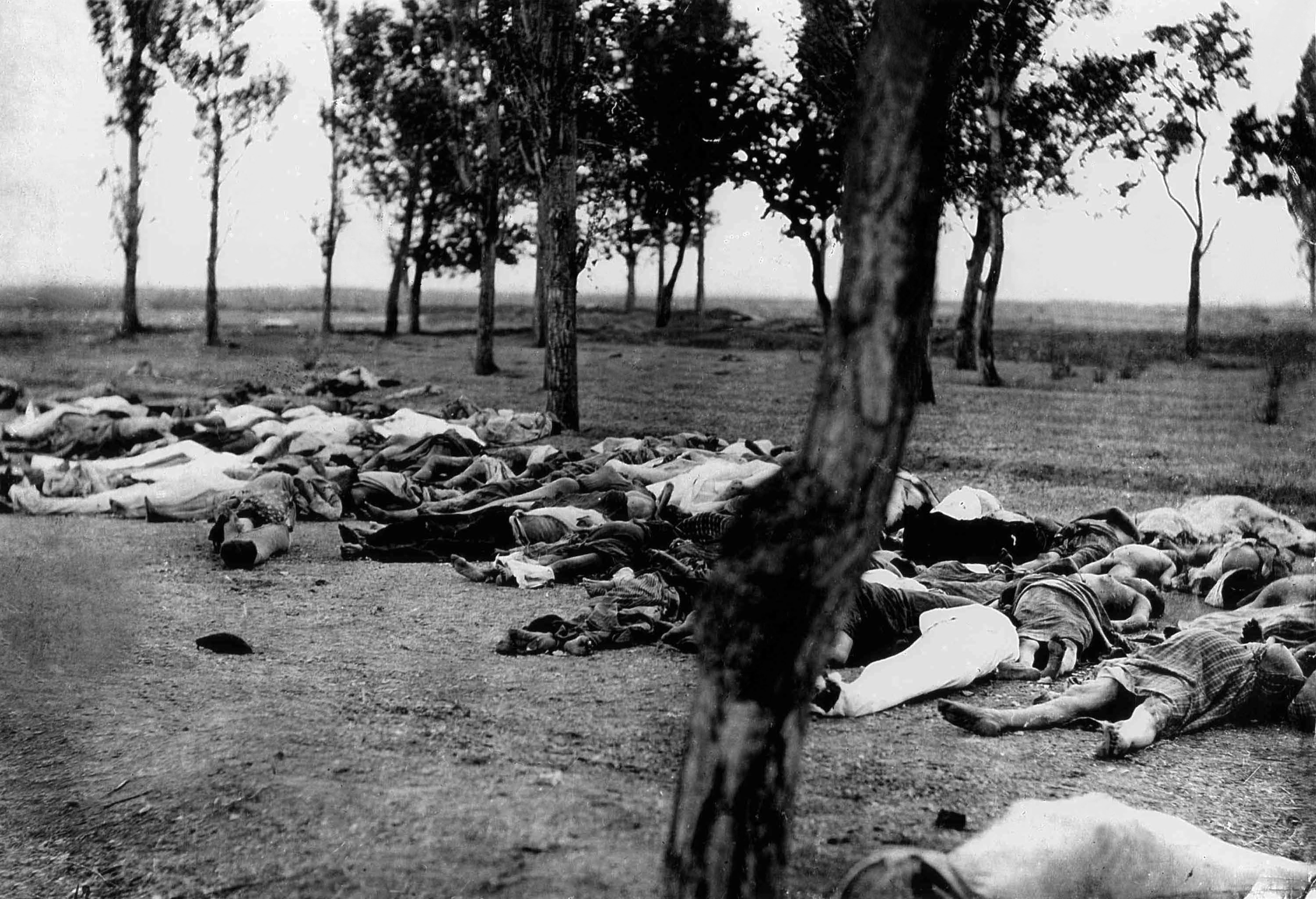
Cuộc diệt chủng ở Armenia lần đầu tiên bị lên án là tội ác chống lại loài người.

Nó bao gồm một trong các hành vi sau, khi được thực hiện có hệ thống hoặc trên phạm vi lớn hoặc được âm mưu, chỉ đạo do một chính phủ hay tổ chức, tập thể:
Tội ác chiến tranh, giết người, thảm sát, khử nhân tính, diệt chủng, thanh lọc sắc tộc, trục xuất, thí nghiệm con người phi đạo đức,  các hình phạt ngoài tư pháp bao gồm các vụ hành quyết đơn giản, sử dụng vũ khí hủy diệt hàng loạt, nhà nước khủng bố hoặc tài trợ cho khủng bố, bắt cóc và cưỡng bức, sử dụng binh lính trẻ em, bỏ tù bất công, nô dịch, tra tấn, hãm hiếp, đàn áp chính trị, kỳ thị chủng tộc, đàn áp tôn giáo và các quyền con người khác các hành vi lạm dụng có thể đạt đến ngưỡng phạm tội chống lại loài người nếu chúng là một phần của một hoạt động phổ biến hoặc có hệ thống.